# Cultura del Castellaro Vecchio
La cultura del Castellaro Vecchio (fine V millennio a.C.) si sviluppa durante la prima fase del Neolitico medio alle Isole Eolie. Il nome deriva dall'omonima località sita in Quattropani, frazione ubicata a NW dell'isola di Lipari dove, durante gli scavi archeologici del 1956 e 1957, è stata evidenziata la presenza di un villaggio preistorico.
Questa cultura è caratterizzata dalla produzione di una ceramica ad impasto bruno, decorata a crudo con incisioni e impressioni del cosiddetto stile di Stentinello come pure da una ceramica dipinta a tre colori fiamme o fasce di colore rosso marginate in nero su fondo crema (seconda fase del Neolitico medio - prima metà IV millennio a.C.), nonché da una ceramica dipinta, molto fine, decorata con motivi derivati dal meandro o dalla spirale nel classico "stile di Serra d'Alto", dal nome di un insediamento nel territorio di Matera (terza fase del Neolitico medio,  - metà IV millennio a.C.).

## Origine
Erano gruppi etnici provenienti presumibilmente dalla Sicilia orientale, come testimoniano i ritrovamenti di ceramica decorata ad impressioni e incisioni del cosiddetto stile di Stentinello, dall'omonima fase culturale del Neolitico medio siciliano.
La ceramica del Castellaro Vecchio si differenzia però dagli altri abitati analoghi della Sicilia per la tipologia dei motivi decorativi, infatti le decorazioni dipinte a bande o fiamme rosse sul fondo chiaro, sono analoghe a quelle dei villaggi trincerati rinvenuti in Puglia, nel Materano e in Calabria.
Si può affermare dunque,  che la cultura del Castellaro Vecchio, in quella fase preistorica, occupava una posizione culturalmente intermedia tra la Sicilia e l'Italia meridionale.

## Scavi archeologici
I primi scavi archeologici furono effettuati nel 1956 e successivamente nel 1957. Gli archeologi hanno evidenziato come nella stazione del Castellaro Vecchio vi fosse un solo livello culturale ma delle capanne che lo costituivano, in gran parte realizzate in materiale deperibile, non sono state trovate tracce, probabilmente distrutte dall'attività agricola dei secoli successivi; tuttavia l'area era ricca di schegge di ossidiane e frammenti di ceramiche.

## Ceramica
La ceramica rinvenuta si divide in due grandi classi: una ceramica molto raffinata, più lucida, con una decorazione molto accurata ed una ceramica più grossolana a pareti più spesse, a superficie meno levigata, non lucida. La ceramica dipinta era principalmente bicromica, in rosso vivo su fondo crema. In alcuni frammenti era presente un terzo colore, il nero e si presume che sia stato utilizzato solo sul finire di questo periodo.
Le decorazioni delle ceramiche venivano eseguite, prima della cottura, praticando delle incisioni con le unghie, la punta di una stecca, frammenti di osso e frequentemente utilizzando anche la valva di conchiglie. Nelle ceramiche grossolane esaminate,  un tipo di decorazione frequente è quello a zig-zag ottenuto con l'orlo di conchiglie. Nella stazione di Castellaro Vecchio questo zig-zag non è fatto mai con conchiglie a orlo dentellato come il Cardium (adoperata in quasi tutta l'area del Mediterraneo) ma piuttosto con conchiglie a orlo liscio come il Pencutunculus.
In una varietà più fine di ceramiche alle incisioni si associano decori impressi con punzoni in terracotta.
L'argilla utilizzata per la ceramica più raffinata non era sicuramente locale, mentre una larga parte della ceramica grossolana è stata modellata mescolando l'argilla importata dalle vicine coste siciliane con argilla e correttivi locali. Nelle vicinanze del villaggio, infatti, si trovano le miniere di Caolino, dove è presente l'omonimo minerale che fu certamente utilizzato per la fabbricazione di ceramiche in epoche successive, soprattutto durante l'età greca.

## Ossidiana
Durante il Neolitico, in cui l'uomo ancora non conosceva l'arte di fondere i metalli, l'ossidiana era il materiale più tagliente che si conoscesse. Era molto più tagliente della selce comunemente utilizzata, ma se la selce si trova pressoché ovunque, l'ossidiana si trova solo in pochissimi punti nel Mediterraneo.
Durante gli scavi nel sito di Castellaro è stata raccolta un'enorme quantità di ossidiana (più di tre quintali) principalmente schegge dei rifiuti di lavorazione di una officina i cui prodotti, cioè le belle lame regolari e gli strumenti rifiniti, dovevano essere anche largamente esportati. ’La lavorazione dell'ossidiana costituiva certamente la principale attività del villaggio ed era la ragione stessa della sua esistenza’.
La gran quantità di schegge rinvenute fa escludere che la lavorazione si limitasse al fabbisogno locale ma al contrario era destinata all'esportazione sia verso le vicine coste della Sicilia  e dell'Italia meridionale sia verso siti molto più lontani del Mediterraneo occidentale e centrale.
Nella stazione sono stati ritrovati anche strumenti e lame di selce probabilmente importati già manifatturati in quanto la selce manca nelle isole Eolie.

## Scelta del sito, considerazioni
I vari studiosi che si sono occupati della questione hanno ipotizzato che i primi uomini scelsero l'altopiano di Castellaro probabilmente per il terreno fertile e pianeggiante, la presenza di sorgenti d'acqua, la possibilità di pascolo sulle cime dei monti sovrastanti, la vicinanza alla miniera di caolino (utilizzato per realizzare le ceramiche), la lontananza dai vulcani allora attivi e, sebbene un po' lontana dalle cave di ossidiana, la zona non destava preoccupazione dal punto di vista difensivo.